# Бартон, Рой Франклин
Рой Франклин Бартон (англ. Roy Franklin Barton; 25 февраля 1883 — 19 апреля 1947) — американский этнолог, антрополог, стоматолог, исследователь Филиппин, преимущественно австронезийского народа ифугао. В 1930—1940 годы работал в СССР.

## Биография
Родился в округе Спунт-Ривер, Иллинойс, в семье врача. Окончил высшую школу в Питтсфилде, после чего в возрасте 15 лет поступил в Нормальную школу Иллинойса, которую окончил за четыре года и где прослыл хорошим оратором. В 1906 году уехал на Филиппины, бывшие тогда американской колонией, в качестве гражданского служащего и учителя, в скором времени сильно заинтересовавшись жизнью народа ифугао, исповедовавшего, в отличие от большинства филиппинских народов, традиционную религию. В 1916 году вернулся в США, поселившись в Сан-Франциско и став учителем, но в скором времени поступил в университет Беркли изучать стоматологию. Обучаясь в институте, он параллельно писал антропологические работы о праве и экономике ифугао на основе сведений, полученных им на Филиппинах, хотя степени в области антропологии не получил. По окончании университета работал дантистом в ряде калифорнийских городов и — в течение непродолжительного времени — в филиппинской столице Маниле, после чего вновь вернулся в США, но не оставлял мыслей вернуться к изучению филиппинской этнографии. Скопив некоторую сумму денег, он договорился с университетом Карнеги об отправлении его на Филиппины сроком на год и на собственные средства. В конце 1920-х годов он опубликовал свою первую книгу, The Half-Way Sun.
В 1930 году, вскоре после начала Великой депрессии, Бартон принял решение эмигрировать из США в СССР, давно интересуясь социализмом (хотя реальной причиной, вероятно, был судебный процесс против него из-за неуплаты алиментов). Он выехал из США без визы и попал в СССР через Европу. В СССР он хотел сразу же заняться антропологией, но первоначально был вынужден шесть месяцев отработать в больнице Стоматологического института в Ленинграде. Вскоре, однако, он стал сотрудником Института этнологии Академии наук СССР, в достаточной степени выучил русский язык, защитил в 1935 году кандидатскую диссертацию о языческих верованиях на Новой Гвинее, активно участвовал в работе Антирелигиозной выставки, женился на советской женщине, но при всём при этом сохранил американское гражданство.
В 1937 году он был отправлен на полевые антропологические исследования на Филиппины, после некоторое время систематизировал их в Британском музее, после чего вернулся в Ленинград. С 1938 по 1940 год работал в отделе Индии и Индонезии Музея антропологии и этнологии Академии наук, в 1938 году ненадолго уехав в Лондон для научной работы и в эти же годы опубликовавший целый ряд работ о филиппинском язычестве. 
В мае 1940 года он внезапно пришёл в американское посольство в Москве, попросив восстановить действие его американского паспорта и заявив, что опасается ареста со стороны НКВД. Впоследствии был выявлен факт тайных связей Бартона и НКВД, однако доподлинно неизвестно, какую именно работу он выполнял и в связи с чем опасался ареста. В 1940 году ему был разрешён выезд в США, откуда он был почти сразу же командирован на Филиппины на средства Государственного департамента и в 1941 году был награждён стипендией Гуггенхайма. 
В 1942 году, когда во время Второй мировой войны на Филиппины вторглись японцы, Бартон попал в плен и три года провёл в концентрационных лагерях Багио и Лос-Байос, где сильно страдал от голода и авитаминоза. 
Был освобождён в марте 1945 года, вернувшись в Калифорнию. После прохождения курса реабилитации стал научным сотрудником в Университете в Беркли, в 1946 году получил вторую стипендию Гуггенхайма для продолжения исследований, однако отказался от неё, не будучи пока готовым снова ехать на Филиппины. Вскоре, тем не менее, он был приглашён в Чикагский университет, получив Лайтстерновскую стипендию, но почти сразу же по приезде туда попал в больницу с обострением варикозной болезни ног, которой страдал много лет, и воспалением желчного пузыря, скончавшись после нескольких операций.
Главные научные труды: The Religion of the Ifugaos (издана в 1946 году), The Kalingas: Their Institutions and Custom Law, Ifugao Mythology.